# Hoquei Club Alpicat
L'Hoquei Club Alpicat és un club esportiu d'Alpicat fundat l'any 2004 i dedicat a la pràctica de l'hoquei sobre patins. Disputa els seus partits com a local al Pavelló municipal d'esports Antoni Roure. La temporada 2023-2024, l'equip masculí va aconseguir ascendir a l'OK Lliga, la màxima categoria d'aquesta disciplina esportiva.

## Història

### Equip masculí
El Club va néixer l'any 2004 pel trasllat de la secció d'hoquei patins de l'històric club esportiu lleidatà del Sícoris Club al municipi d'Alpicat, amb una nova presidència i directiva.
La temporada 2008-2009 va aconseguir l'ascens a la categoria Primera Catalana, on va quedar segon la temporada 2011-2012 i va assolir l'ascens a Nacional Catalana. La temporada 2015-2016 va esdevenir campió de la Copa Generalitat guanyant al CP Taradell a la final disputada a Alpicat, guanyant també la Lliga Nacional Catalana, amb el conseqüent ascens a Primera Nacional espanyola. L'any 2024 va guanyar la Copa de la Princesa davant el CH Lloret a Vilafranca del Penedès i va ascendir a l'OK Lliga.

### Equip femení
La temporada 2016-2017 i 2017-2018, l'equip FEM16 van ser cinquenes de Catalunya. En paral·lel, la temporada 2017-2018, l'equip sénior femení van ser primeres a Segona Catalana i van aconseguir l'ascens a Primera Catalana, en una temporada on també van aconseguir guanyar la Copa Generalitat 2018.
La temporada 2021-2022, l'equip va aconseguir l'ascens a la màxima categoria estatal, l'OK Lliga, on malauradament tan sols hi van poder romandre una temporada.

## Palmarès

### Equip masculí
- Copa Generalitat: 2016
- Copa de la Princesa: 2024

### Equip femení
- Copa Generalitat: 2018